# Volley Dogs Berlin
Volley Dogs Berlin ist ein ehemaliger Männer-Volleyballverein aus Berlin. 
Volley Dogs Berlin entstand 2001 aus der Volleyball-Abteilung von SC Eintracht Innova aus dem Osten Berlins. Eintracht hatte 1999 den Bundesligaplatz der Männermannschaft vom Post SV übernommen, stieg aber 2001 aus der Bundesliga ab. Gleich in der Saison 2001/02 gelang den Volley Dogs als Meister der Zweiten Bundesliga Nord der Aufstieg in die Erste Bundesliga. Kapitän und Zuspieler war Sven Dörendahl. Zeitweise war der CDU-Politiker Mario Czaja Erster Vorsitzender des Vereins. Nach drei Spielzeiten mit durchwachsenem Erfolg zog man sich 2005 wieder aus dem Leistungssport zurück.